# Spodnja Lorena
Vojvodina Spodnja Lorena ali Spodnja Lotaringija, ustanovljena leta 959, je bila vojvodina srednjeveškega Nemškega kraljestva, ki je obsegala dele današnje Belgije, Nizozemske, severnega dela nemškega Porenja in severne Francije vzhodno od reke Šelde. 
Nastala je iz bivšega Zahodnega frankovskega kraljestva Lotaringija pod kraljem Lotarjem II., ki je bilo ustanovljeno leta 855. Lotaringija je bila večino poznega 9. stoletja razdeljena, dokler je ni leta 880 z Ribemontsko pogodbo ponovno združil Ludvik Mlajši. Po smrti vzhodnofrankovskega kralja Ludvika Otroka leta 911 se je ponovno priključila Zahodnemu frankovskemu kraljestvu kralja Karla III.  kot vojvodina z lastnimi pravicami. Okrog leta 925 je vojvoda Gizelbert razglasil svojo podložnost nemškemu kralju Henriku I. Ptičarju, česar kralj Rudolf Francoski ni mogel preprečiti. Lotaringija oziroma Lorena je postala nemška vojvodina in meja s Francijo se ves srednji vek ni spremenila.
Leta 959 je sin kralja Henrika Bruno Veliki razdelil Loreno v dve vojvodini: Spodnjo in Zgornjo Loreno in grofu Gotfridu I. Monškemu podelil naslov vojvode Spodnje Lorene. Gotfridovo ozemlje je obsegalo spodnje porečje Rena, medtem ko je Zgornja Lorena obsegala južno oziroma gornje porečje Rena. Obe vojvodini sta tvorili zahodni del Svetega rimskega cesarstva, ki ge je leta 962 ustanovil Brunov najstarejši brat cesar Oton I..
Obe Loreni sta imeli od takrat naprej zelo različni zgodovini. Spodnja Lorena je po smrti Gotfridovega sina vojvode Riharja prišla pod neposredno cesarjevo oblast, dokler je ni leta 977 cesar Oton II. podelil v fevd Karlu, izgnanemu mlajšemu bratu kralja Lotarja Francoskega. Spodnja in Zgornja Lorena sta se za kratek čas ponovno združili od leta 1033 do 1044 med vladanjem Gozela I.. Spodnja Lorena je kmalu zatem izgubila ves svoj vpliv, medtem ko je Zgornja Lorena postala znana kot Vojvodina Lorena. 
V naslednjih nekaj desetletjih se je pomen vojvodine zmanjšal, poleg tega pa sta se cesar Henrik IV. in njegov sin Henrik V. sprla: Henrik IV. je dal leta 1100 vojvodino v fevd grofu Henriku Limburškemu, katerega je Henrik V. takoj po prisilni abdikaciji svojega očeta odstavil in ga zamenjal z grofom Gotfridom Louvainskim. Po smrti vojvode Gotfrida III. leta 1190  je vojvodski naslov po ukazu cesarja Friderika I. Barbarosse nasledil njegov sin Henrik III. Brabantski. Vojvodina Spodnja Lorena je s tem dokončno izgubila svojo veljavo, medtem ko se je ostanek cesarskega fevda, ki so ga posedovali brabantski vojvode, kasneje preimenoval v vojvodino Lothier (ali Lothryk).  

## Države naslednice
Vojvodina Spodnja Lorena se je po izgubi svoje veljave razdrobila ne množico fevdov, od katerih so bili najpomembnejši:
- Nadškofija Köln
- Škofija Liège
- Škofija Utrecht
- Škofija Cambrai
- Škofija Limburg
- Grofija Gelders, vključno z grofijo Teisterbant
- Mejna grofija Ename, kasneje preimenovana v Cesarsko Flandrijo ali Grofijo Aalst
- Vojvodina Jülich
- Grofija Namur
- Vojvodina Cleves
- Grofija Hainaut, vključno z mejno grofijo Valenciennes in grofijo Bergen
- Grofija Holandija
- Grofija Berg
- Grofija Loon
- Grofija Horne

Pod oblastjo naslovnih vojvod Spodnje Lorene so ostale naslednje države naslednice:
- Mejna grofija Antwerpen
- Grofiji Leuven in Bruselj
- Vojvodina Brabant